# Bad Blood (album Blood on the Dance Floor)
Bad Blood – szósty album studyjny amerykańskiego zespołu Blood on the Dance Floor, wydany w Stanach Zjednoczonych 3 września 2013 roku. Osiągnął pozycję #137 w rankingu Billboard 200. Płyta w wersji standardowej zawiera 13 utworów, wersja Bonus Edition zawiera dodatkowo utwory Sick Sad World i Revenge Will Have Its Day oraz dodatkową płytę DVD z filmem Bad Blood Documentary.

## Wydanie
Premiera albumu odbyła się w serwisie Alternative Press 27 sierpnia 2013 roku. Do sprzedaży album trafił 3 września.

## Lista utworów
| Bad Blood – 2013 | Bad Blood – 2013         | Bad Blood – 2013 |
| Nr               | Tytuł utworu             | Długość          |
| ---------------- | ------------------------ | ---------------- |
| 1.               | „Unchained”              | 4:16             |
| 2.               | „I Refuse to Sink”       | 4:00             |
| 3.               | „Bad Blood”              | 3:21             |
| 4.               | „Always And Forever”     | 4:28             |
| 5.               | „Fake is the New Trend”  | 2:54             |
| 6.               | „Damaged”                | 3:34             |
| 7.               | „Bohemyth”               | 3:53             |
| 8.               | „Divided We Fall”        | 3:29             |
| 9.               | „Crucified By Your Lies” | 4:24             |
| 10.              | „Something Grimm”        | 3:49             |
| 11.              | „Redeemer”               | 3:40             |
| 12.              | „Morning Star”           | 3:43             |
| 13.              | „Everyone Dies Alone”    | 0:23             |
|                  |                          | 45:54            |

| Bad Blood (Bonus Version) – 2013 | Bad Blood (Bonus Version) – 2013          | Bad Blood (Bonus Version) – 2013 |
| Nr                               | Tytuł utworu                              | Długość                          |
| -------------------------------- | ----------------------------------------- | -------------------------------- |
| 1.                               | „Unchained”                               | 4:16                             |
| 2.                               | „I Refuse to Sink”                        | 4:00                             |
| 3.                               | „Bad Blood”                               | 3:21                             |
| 4.                               | „Always And Forever”                      | 4:28                             |
| 5.                               | „Fake is the New Trend”                   | 2:54                             |
| 6.                               | „Damaged”                                 | 3:34                             |
| 7.                               | „Bohemyth”                                | 3:53                             |
| 8.                               | „Divided We Fall”                         | 3:29                             |
| 9.                               | „Crucified By Your Lies”                  | 4:24                             |
| 10.                              | „Something Grimm”                         | 3:49                             |
| 11.                              | „Redeemer”                                | 3:40                             |
| 12.                              | „Morning Star”                            | 3:43                             |
| 13.                              | „Everyone Dies Alone”                     | 0:23                             |
| 14.                              | „Sick Sad World” (Bonus Track)            | 4:33                             |
| 15.                              | „Revenge Will Have Its Day” (Bonus Track) | 3:59                             |
|                                  |                                           | 54:26                            |

| Bad Blood (Bonus DVD) – 2013 | Bad Blood (Bonus DVD) – 2013        | Bad Blood (Bonus DVD) – 2013 |
| Nr                           | Tytuł utworu                        | Długość                      |
| ---------------------------- | ----------------------------------- | ---------------------------- |
| 1.                           | „Bad Blood Documentary” (Bonus DVD) | 61:35                        |

## Notowania
| Lista                       | Najwyższa pozycja |
| --------------------------- | ----------------- |
| Billboard 200               | 137               |
| Top Dance/Electronic Albums | 2                 |
| Top Independent Albums      | 29                |